# 1936 na ciência

## Eventos
- 4 de março - É realizado o primeiro voo do dirigível Hindenburg, na Alemanha.
- Descoberta do gás Tabun (arma química), por Gerhard Schrader.
- É criada a Missão Hidrográfica das Ilhas Adjacentes a Portugal, efectuando, principalmente, levantamentos nos arquipélagos da Madeira e dos Açores.

## Nascimentos
| Data            | Nome                   | Profissão                                                                        | Nacionalidade  | Observações                                                                         | Ref         |
| --------------- | ---------------------- | -------------------------------------------------------------------------------- | -------------- | ----------------------------------------------------------------------------------- | ----------- |
| 10 de janeiro   | Robert Woodrow Wilson  | físico                                                                           | Estados Unidos | Nobel da Física 1978                                                                | [ 1 ]       |
| 20 de janeiro   | Edward Feigenbaum      | cientista de computação                                                          | Estados Unidos | Prémio Turing 1994                                                                  | [ 2 ]       |
| 22 de janeiro   | Alan Heeger            | físico                                                                           | Estados Unidos | Nobel da Química 2000                                                               | [ 3 ]       |
| 27 de janeiro   | Samuel Chao Chung Ting | físico                                                                           | Estados Unidos | Nobel da Física 1976                                                                | [ 1 ]       |
| 6 de fevereiro  | Jun Kondo              | físico                                                                           | Japão          |                                                                                     |             |
| 22 de fevereiro | John Michael Bishop    | microbiologista                                                                  | Estados Unidos | Nobel de Fisiologia ou Medicina Prémio Albert Lasker de Pesquisa Médica Básica 1982 | [ 4 ] [ 5 ] |
| 29 de abril     | Volker Strassen        | matemático                                                                       | Alemanha       |                                                                                     |             |
| 8 de junho      | Kenneth G. Wilson      | físico                                                                           | Estados Unidos | Nobel da Física 1982                                                                | [ 1 ]       |
| 8 de junho      | Robert Floyd           | cientista de computação                                                          | Estados Unidos | m. 2001 Prémio Turing 1978                                                          | [ 2 ]       |
| 4 de julho      | Ralph Abraham          | matemático                                                                       | Estados Unidos |                                                                                     |             |
| 5 de julho      | Richard Stearns        | cientista de computação                                                          | Estados Unidos | Prémio Turing 1993                                                                  | [ 2 ]       |
| 29 de julho     | Roberto DaMatta        | antropólogo e sociólogo                                                          | Brasil         |                                                                                     |             |
| 17 de agosto    | Arend Lijphart         | cientista político                                                               | Países Baixos  |                                                                                     |             |
| 20 de agosto    | Hideki Shirakawa       | químico                                                                          | Japão          | Nobel da Química 2000                                                               | [ 3 ]       |
| 10 de outubro   | Gerhard Ertl           | químico                                                                          | Alemanha       | Nobel da Química 2007                                                               | [ 3 ]       |
| 19 de novembro  | Yuan Lee               | químico                                                                          | Taiwan         | Nobel da Química 1986                                                               | [ 3 ]       |
| 27 de novembro  | Anita Leocádia Prestes | historiadora, filha dos militantes comunistas Olga Benário e Luís Carlos Prestes | Brasil         |                                                                                     |             |
| 2 de dezembro   | Peter Duesberg         | professor de biologia molecular e celular                                        | Alemanha       |                                                                                     |             |
| 14 de dezembro  | Charles Wall           | matemático                                                                       | Reino Unido    |                                                                                     |             |

## Mortes
| Data           | Nome                          | Profissão                                 | Nacionalidade                         | Observações                                                          | Ref                     |
| -------------- | ----------------------------- | ----------------------------------------- | ------------------------------------- | -------------------------------------------------------------------- | ----------------------- |
| 9 de abril     | Ferdinand Toennies            | sociólogo                                 | Alemanha                              | n. 1855                                                              |                         |
| 27 de abril    | Karl Pearson                  | matemático                                | Reino Unido da Grã-Bretanha e Irlanda | n. 1857                                                              |                         |
| 17 de junho    | Henri Louis Le Châtelier      | químico e metalurgista                    | França                                | n. 1850                                                              |                         |
| 22 de junho    | Moritz Schlick                | filósofo positivista                      | Alemanha                              | n. 1882                                                              |                         |
| 10 de julho    | Salvatore Pincherle           | matemático                                | Itália                                | n. 1853                                                              |                         |
| 12 de julho    | Ludwig Lange                  | físico                                    | Alemanha                              | n. 1863                                                              |                         |
| 15 de julho    | Richard Dixon Oldham          | geólogo                                   | Reino Unido da Grã-Bretanha e Irlanda | n. 1858                                                              |                         |
| 15 de julho    | Alexander Petrovich Karpinsky | geólogo e mineralogista                   | Império Russo                         | n. 1846 Medalha Wollaston 1916                                       | [ 6 ]                   |
| 20 de outubro  | William Johnson Sollas        | geólogo e paleontólogo                    | Reino Unido da Grã-Bretanha e Irlanda | n. 1849 Medalha Bigsby 1893 Medalha Real 1914 Medalha Wollaston 1907 | [ 7 ] [ 8 ] [ 9 ] [ 6 ] |
| 2 de novembro  | Thomas Martin Lowry           | físico-químico                            | Reino Unido da Grã-Bretanha e Irlanda | n. 1874                                                              |                         |
| 7 de novembro  | Gury Kolosov                  | matemático                                | Império Russo                         | n. 1867                                                              |                         |
| 8 de novembro  | Karl Scheel                   | físico                                    | Alemanha                              | n. 1866                                                              |                         |
| 25 de novembro | Édouard Goursat               | matemático                                | França                                | n. 1858 Prémio Poncelet 1889                                         |                         |
| 27 de novembro | Edward Bach                   | bacteriologista e patologista             | Reino Unido da Grã-Bretanha e Irlanda | n. 1886                                                              |                         |
| 20 de dezembro | Boris Hessen                  | físico, filósofo e historiador da ciência | Império Russo                         | n. 1893                                                              |                         |

## Prémios

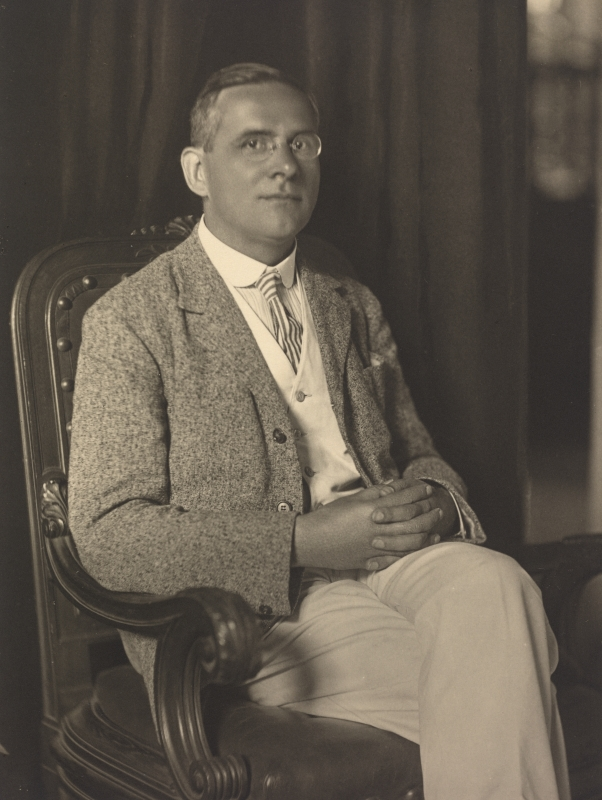
Moritz Schlick (1882 - 1936)

### Medalha Bruce
- Armin O. Leuschner[10]

### Medalha Copley
- Arthur John Evans[11]

### Medalha Darwin
- Edgar Johnson Allen[12]

### Medalha Davy
- William Arthur Bone[13]

### Medalha Edison IEEE
- Alex Dow[14]

### Medalha Fields
- Lars Valerian Ahlfors[15] e Jesse Douglas[15]

### Medalha Guy de prata
- R.G. Hawtrey[16]

### Medalha Guy de bronze
- William Gemmell Cochran[17]

### Medalha Hughes
- Walter H. Schottky[18]

### Medalha Real
- Edwin Stephen Goodrich[9] e Ralph Howard Fowler[9]

### Medalha Rumford
- Ernest John Coker[19]

### Prémio Nobel
- Física - Victor Franz Hess,[1] Carl David Anderson.[1]
- Química - Peter Debye.[3]
- Nobel de Fisiologia ou Medicina - Henry Hallett Dale,[4] Otto Loewi.[4]